# Czarownica 2
Czarownica 2 (oryg. Maleficent: Mistress of Evil) – amerykański film fantasy produkcji Walt Disney Pictures i Roth Films, kontynuacja filmu Czarownica z 2014 roku.
Za reżyserię odpowiadał Joachim Rønning, a scenariusz napisali Linda Woolverton, Micah Fitzerman-Blue i Noah Harpster. Angelina Jolie ponownie wcieliła się w tytułową bohaterkę. Obok niej z poprzedniej części powrócili: Elle Fanning, Sam Riley, Imelda Staunton, Juno Temple i Lesley Manville. Harris Dickinson zastąpił w roli Brentona Thwaitesa z pierwszego filmu, natomiast Michelle Pfeiffer, Ed Skrein i Chiwetel Ejiofor dołączyli do obsady grając nowe postaci.
Film został oficjalnie zapowiedziany w kwietniu 2016 roku. Jego światowa premiera miała miejsce 30 września 2019 roku w Los Angeles. W Polsce zadebiutował on 18 października tego samego roku.

## Obsada
| Aktor             | Rola                               | Polski dubbing        |
| ----------------- | ---------------------------------- | --------------------- |
| Angelina Jolie    | Diabolina                          | Magdalena Cielecka    |
| Elle Fanning      | Aurora, córka Stefana i Leil       | Małgorzata Kozłowska  |
| Michelle Pfeiffer | królowa Ingrith                    | Beata Ścibakówna      |
| Harris Dickinson  | książę Phillip                     | Karol Jankiewicz      |
| Chiwetel Ejiofor  | Conal                              | Przemysław Sadowski   |
| Ed Skrein         | Borra                              | Mikołaj Roznerski     |
| Sam Riley         | Diaval, kruk i sojusznik Diaboliny | Karol Wróblewski      |
| Juno Temple       | zielona wróżka Kocopola            | Barbara Kurdej-Szatan |
| Lesley Manville   | niebieska wróżka Młotylia          | Elżbieta Gaertner     |
| Imelda Staunton   | różowa wróżka Kartofelia           | Anna Gajewska         |

W filmie wystąpili również: Robert Lindsay jako król John, Judith Shekoni jako Shrike, Jenn Murray jako Gerda i David Gyasi jako Percival.

## Produkcja

### Rozwój projektu
W czerwcu 2014 roku, zaraz po premierze pierwszego filmu, Angelina Jolie zasugerowała, że możliwe jest stworzenie kontynuacji Czarownicy. Rok później Walt Disney Pictures poinformowało, że prace nad sequelem zostały rozpoczęte, a nad scenariuszem prace rozpoczęła Linda Woolverton, która pracowała przy pierwszej części. Pod koniec kwietnia Disney oficjalnie potwierdził film i powrót Jolie. W sierpniu 2017 roku poinformowano, że Jez Butterworth poprawi scenariusz Woolverton oraz Joe Roth powróci jako producent. W październiku tego samego roku ujawniono, że reżyserią zajmie się Joachim Rønning.

### Casting
W kwietniu 2016 roku poinformowano, że Angelina Jolie powróci w tytułowej roli. Dwa lata później Ed Skrein został obsadzony w roli głównego złoczyńcy filmu. Ujawniono również, że Elle Fanning wcieli się ponownie w księżniczkę Aurorę. Michelle Pfeiffer została obsadzona w roli złej królowej Ingrith.
Miesiąc później poinformowano, że Harris Dickinson zastąpi Brentona Thwaitesa w roli księcia Phillipa. W tym samym miesiącu ujawniono, że Jenn Murray, David Gyasi, Chiwetel Ejiofor i Robert Lindsay dołączyli do obsady oraz poinformowano, że Sam Riley, Imelda Staunton, Juno Temple i Lesley Manville powtórzą swoje role z pierwszej części. W czerwcu Judith Shekoni została obsadzona w filmie.

### Zdjęcia i postprodukcja
Zdjęcia do filmu rozpoczęto 29 maja 2018 roku w Pinewood Studios w Wielkiej Brytanii. Za zdjęcia odpowiadał Henry Braham, za scenografię – Patrick Tatopoulos, a za kostiumy – Ellen Mirojnick. Prace na planie zakończono 24 sierpnia tego samego roku.
Za montaż odpowiadali Laura Jennings i Craig Wood, a za efekty specjalne Jessica Norman, Damien Stumpf, Brian Litson, Ferran Domenech, Laurent Gillet i Gary Brozenich oraz studia produkcyjne Moving Picture Company i Mill Film.

## Muzyka
W maju 2019 roku poinformowano, że Geoff Zanelli został zatrudniony do skomponowania ścieżki dźwiękowej do filmu.

## Wydanie
Światowa premiera Czarownicy 2 miała miejsce 30 września 2019 roku w Los Angeles. Podczas wydarzenia uczestniczyła obsada i ekipa produkcyjna filmu oraz zaproszeni specjalni goście. Premierze tej towarzyszył czerwony dywan oraz szereg konferencji prasowych.
Dla szerszej publiczności film ten zadebiutował w Stanach Zjednoczonych i w Polsce 18 października 2019 roku. Początkowo jego amerykańska premiera została ustalona na 29 maja 2020 roku.